# ماري قاولد ديفيس
ماري قاولد ديفيس (بالإنجليزية: Mary Gould Davis)‏ هي أمينة مكتبة وكاتِبة أمريكية، ولدت في 13 فبراير 1882 في بانجور في الولايات المتحدة، وتوفيت في 15 أبريل 1956 في نيويورك في الولايات المتحدة.